# Photoscotosia nitida
Photoscotosia nitida är en fjärilsart som beskrevs av Inoue 1982. Photoscotosia nitida ingår i släktet Photoscotosia och familjen mätare. Inga underarter finns listade i Catalogue of Life.